# Live in L.A. (Death & Raw)
Live in L.A (Death & Raw) es un álbum en vivo de Death. Fue grabado el 5 de diciembre de 1998 en Los Ángeles (de acuerdo al título) y publicado el 16 de octubre de 2001 por Nuclear Blast.
Este álbum fue originalmente publicado con la intención de recaudar dinero para el tratamiento de cáncer de Chuck Schuldiner.

## Lista de canciones
1. «Intro/The Philosopher» — 3:52
2. «Spirit Crusher» — 6:26
3. «Trapped in a Corner» — 4:25
4. «Scavenger of Human Sorrow» — 6:39
5. «Crystal Mountain» — 4:47
6. «Flesh and the Power it Holds» — 8:01
7. «Zero Tolerance» — 5:00
8. «Zombie Ritual» — 4:41
9. «Suicide Machine» — 4:14
10. «Together as One» — 4:11
11. «Empty Words» — 7:03
12. «Symbolic» — 6:16
13. «Pull the Plug» — 6:22

## Créditos
- Chuck Schuldiner — Voz, Guitarra
- Richard Christy — Batería
- Scott Clendenin — Bajo
- Shannon Hamm — Guitarra

- Datos: Q1130769